# Micrixalus saxicola
Espèce
Synonymes
- Polypedates saxicola Jerdon, 1854

Statut de conservation UICN

 VU B1ab(iii) : Vulnérable
Micrixalus saxicola est une espèce d'amphibiens de la famille des Micrixalidae.

## Répartition
Cette espèce est endémique d'Inde. Elle se rencontre au Karnataka dans les districts de Chikmagalur, de Dakshina Kannada, de Hassan, de Kodagu et de Uttara Kannada et au Kerala dans les districts de Wayanad et de Kannur entre 400 et 1 400 m d'altitude dans les Ghâts occidentaux,,.

## Description

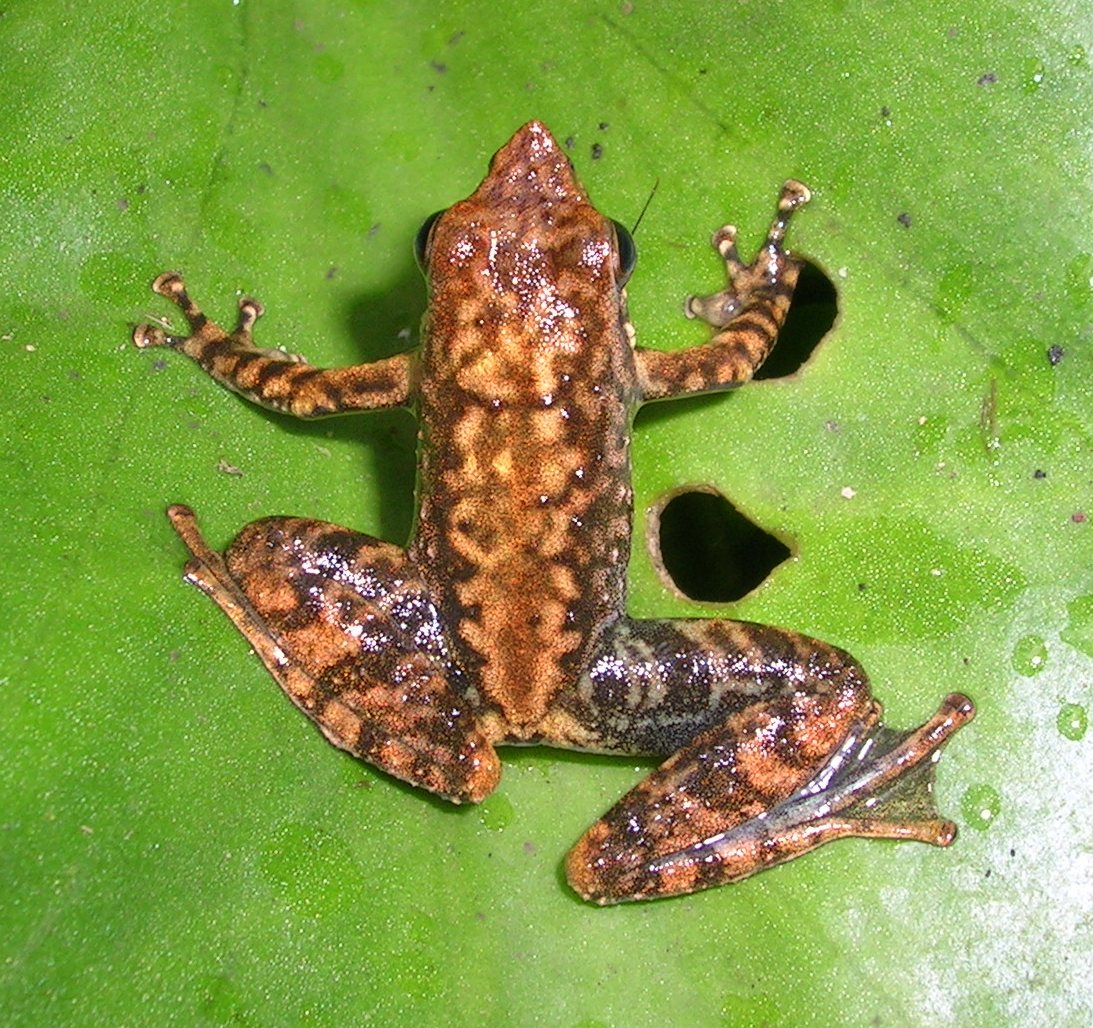
Micrixalus saxicola

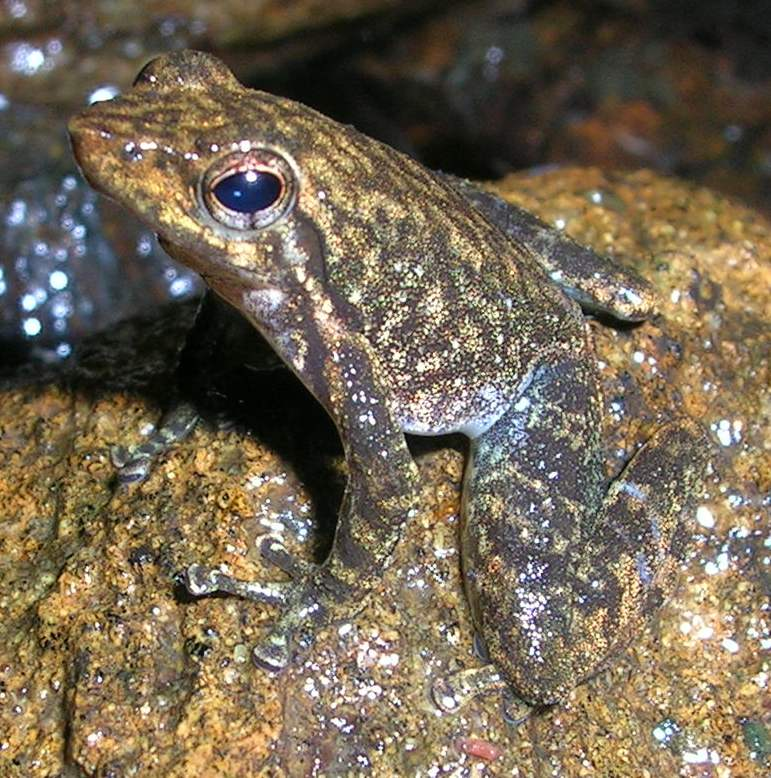
Micrixalus saxicola

La femelle lectotype mesure 28,8 mm.

## Publication originale
- Jerdon, 1854 "1853" : Catalogue of Reptiles inhabiting the Peninsula of India. Journal of the Asiatic Society of Bengal, vol. 22, p. 522-534 (texte intégral).